# Július Bielik
Július Bielik (8 de març de 1962) és un futbolista eslovac. Va disputar 18 partits amb la selecció de Txecoslovàquia.

## Estadístiques
| Selecció de Txecoslovàquia | Selecció de Txecoslovàquia | Selecció de Txecoslovàquia |
| Anys                       | Partits                    | Gols                       |
| -------------------------- | -------------------------- | -------------------------- |
| 1983                       | 1                          | 0                          |
| 1984                       | 0                          | 0                          |
| 1985                       | 0                          | 0                          |
| 1986                       | 0                          | 0                          |
| 1987                       | 2                          | 0                          |
| 1988                       | 6                          | 0                          |
| 1989                       | 3                          | 0                          |
| 1990                       | 6                          | 0                          |
| Total                      | 18                         | 0                          |